# Fale długie
Zasugerowano, aby ten artykuł podzielić na różne artykuły.
Fale długie (fale kilometrowe) (ang. LF – Low Frequency lub LW – Long Waves), zakres fal radiowych (pasmo radiowe) o częstotliwości: 30-300 kHz co odpowiada długości fali 10-1 km. Zakres ten jest przeznaczony głównie dla rozgłośni radiowych w I regionie ITU (Europa, Afryka i Bliski Wschód).
Obecnie w programowej radiofonii europejskiej używany jest zakres 144–288 kHz z odstępami pomiędzy kanałami wynoszącymi 9 kHz. W paśmie tym nadawane są też na zasadzie rozgłaszania dane cyfrowe np. wzorce czasu, jednym z nich jest europejski radiowy sygnał zegarowy DCF77 nadawany spod Frankfurtu nad Menem na częstotliwości 77,5 kHz.
W paśmie fal długich na częstotliwości 225 kHz nadaje Polskie Radio Program I (za pośrednictwem Radiowego Centrum Nadawczego w Solcu Kujawskim).
Częstotliwości powyżej 190 kHz wykorzystywane są również przez radiolatarnie bezkierunkowe (NDB).

## Propagacja fal długich
Fale długie w wyniku bardzo małego tłumienia i dużej dyfrakcji (łatwo uginają się na przeszkodach) rozchodzą się na duże odległości za pomocą fali powierzchniowej. Ulegają również odbiciu od najniższych warstw jonosfery o bardzo niskiej gęstości elektronowej i praktycznie nie wnikają dalej. W ciągu dnia odbijają się od dolnej części warstwy D, a nocą, gdy warstwa D zanika, od warstwy E. W odległości 1000-2000 km do nadajnika natężenie pola fali jonosferycznej przewyższa natężenie pola fali powierzchniowej. Zasięg fal długich jest duży i wynosi, zarówno w dzień i w nocy, kilka tysięcy kilometrów.
Do oszacowania natężenie pola elektrycznego na falach długich służy półempiryczny wzór Austina:
{\displaystyle E_{sk}={\frac {300{\sqrt {P}}}{r}}\,{\sqrt {\frac {\theta }{\sin \theta }}}\ \exp \left(-0,0014\,r/\lambda ^{0.6}\right)}
gdzie
- Esk – natężenie pola elektrycznego [mV/m]
- P – moc zastępcza promieniowana izotropowo przez antenę [kW]
- r – odległość od anteny [km]
- θ – kąt utworzony między półprostymi łączącymi środek Ziemi z punktami nadajnika oraz odbiornika

Przy czym średnie wahania roczne natężenia pola w danym punkcie mogą wynosić 20-50%. Największe natężenie występuje latem w dzień, a zimą w nocy.

## Nadajniki długofalowe w Polsce
- Maszt radiowy w Konstantynowie
- RCN Solec Kujawski
- Maszt radiowy w Raszynie